# 粽管巢蛛
粽管巢蛛（学名：Clubiona japonicola），又名捲葉袋蛛，为管巢蛛科管巢蛛属的动物。分布于东亚、泰国、俄罗斯、台湾岛以及中国大陆的河北、吉林、辽宁、江苏、浙江、安徽、福建、湖北、湖南、四川等地，一般栖息于多种农田优势种。该物种的模式产地在日本。